# Mean Guns
Pour plus de détails, voir Fiche technique et Distribution.
Mean Guns est un film américain réalisé par Albert Pyun, sorti en 1997.

## Synopsis
Le chef d'une confrérie mafieuse, le Syndicat, réunit une centaine de tueurs dans une prison high-tech. Le but : qu'ils s'entretuent pour qu'il en reste trois, qui se partageront un pactole. 

## Fiche technique
- Titre : Mean Guns
- Réalisation : Albert Pyun
- Scénario : Andrew Chitman
- Musique : Anthony Riparetti
- Photographie : George Mooradian
- Montage : Ken Morrisey
- Production : Tom Karnowski & Gary Schmoeller
- Société de production : Filmwerks
- Société de distribution : Trimark Pictures
- Pays :  États-Unis
- Langue : Anglais
- Format : Couleur - Dolby SR - 35 mm - 2.35:1
- Genre : Action
- Durée : 110 min
- Dates de sortie :
  -  États-Unis : 21 novembre 1997

## Distribution
- Christophe Lambert (VF : Bruno Dubernat) : Lou
- Ice-T (VF : Antoine Tomé) : Vincent Moon
- Michael Halsey : Marcus
- Deborah Van Valkenburgh : Cam
- Kimberly Warren : D
- Tina Cote : Barbie
- Yuji Okumoto : Hoss
- Thom Matthews : Crow
- Hunter Doughty : Lucy
- Jerry Rector : Bob
- James Wellington : Ricky
- Hoke Howell : Le procureur Guildner